# Château d'Igé
Le château d'Igé est situé en France sur la commune d'Igé dans le département de Saône-et-Loire, au nord du village, en fond de vallée.

## Description
Entouré de fossés que franchissaient deux ponts de pierre, qui avaient remplacé d'anciens ponts-levis, la construction consistait encore au début du XIXe siècle en un vaste quadrilatère cantonné de tours rondes. 
Il n'en reste que la partie sud flanquée de trois tours circulaires et des éléments assez défigurés du flanc nord et de la tour de l'angle nord-est. 
Entre les deux premières tours de flanc sud, s'ouvre, dans un petit bâtiment étroit, une porte charretière qui fut sans doute l'entrée principale de la maison forte. Les seconde et troisième tours défendent les angles extérieurs d'un corps de logis de plan presque carré. À cet ensemble sont adossés un petit bâtiment carré et une construction avec abside. 
Un fossé encore partiellement en eau sépare le château proprement dit d'une terrasse flanquée à l'est de deux pavillons carrés.
L'une de ses plus anciennes représentations est un dessin réalisé en 1847 par Rousselot, inspecteur des Forêts, ayant pour légende : « Château d'Igé à Mme de Morangis. Démoli en partie en 1869, le parc complètement détruit. » (volume conservé à l'Académie de Mâcon).
Le château est une propriété privée et ne se visite pas.

## Seigneurs et dames d'Igé
Des origines à la Révolution française, trois familles nobles possédèrent successivement le château d'Igé : 
- la maison de Lugny (des origines à la seconde moitié du XVIe siècle) ;
- la famille de Maugiron ;
- la famille de La Bletonnière.

Armes de la maison de Lugny, propriétaire du château du XIVe au XVIe siècle.
Blason de la famille de La Bletonnière.

## Historique

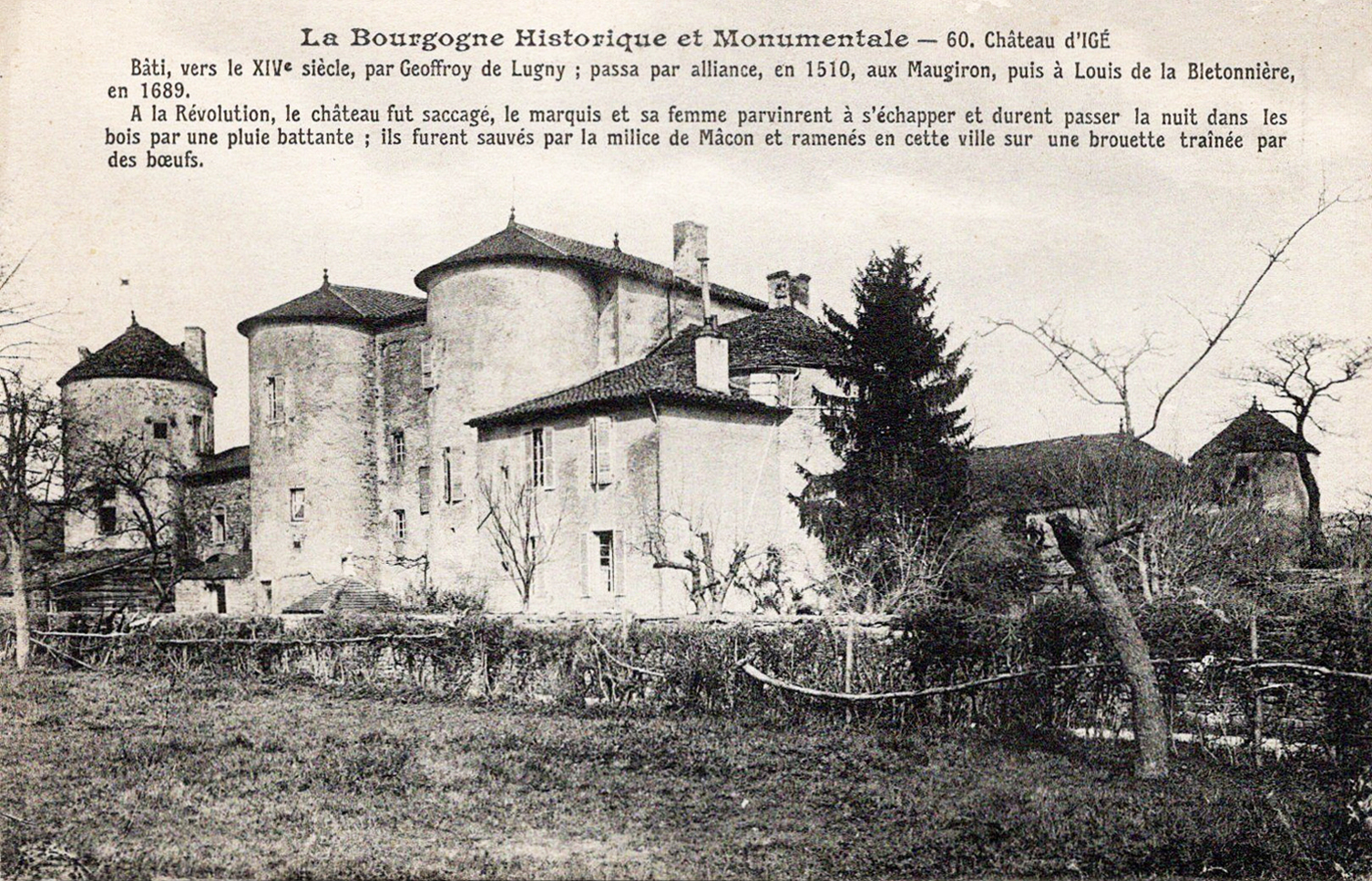
Le château, que l'on doit en grande partie à Geoffroy de Lugny.

- 1235 : un acte de procédure portant le sceau de Saint Louis mentionne que la puissante abbaye de Cluny entend interdire au comte de Mâcon, seigneur d'Igé, d'entreprendre ou de poursuivre la construction d'une maison forte au mépris des droits que les moines prétendent avoir sur le terrain.
- 1368 (25 mai) : Geoffroy de Lugny, damoiseau (domicellus), en son nom et au nom d'Isabeau sa femme, avoue tenir en fief la maison forte d'Igé (domus fortem apud Ygiacum), avec les fossés qui l'entourent, ainsi que des rentes sur les paroisses d'Igé et de Dommange et les bois communs d'Igé, ainsi que la justice et la garde des routes d'Igé et de Dommange.
- 1378 (13 mai) : au château de Lourdon, avec son fils Jean, le même Geoffroy de Lugny, écuyer, rend hommage à l'abbé de Cluny pour sa maison forte et dépendances.
- 1443 : Jean et André de Lugny, fils de Geoffroy, coseigneurs d'Igé, se partagent le château, ainsi que les cens et revenus qu'ils ont à Igé, Lugny, Montbellet, La Salle, Germolles, Tramayes et Fuissé.
- 1489 : Antoine de Lugny, fils de Jean, qui a prêté hommage au duc de Bourgogne en 1471 (puis à Louis XI, maître du Mâconnais, en 1478), devient seul seigneur d'Igé, par la cession que lui fait de ses droits son cousin Claude de Lugny.
- 1536 : Antoine de Lugny, héritier de son père Antoine par testament du 10 janvier 1491, teste à son tour le 28 septembre : la fille unique qu'il a eue de son second mariage (avec Philiberte de Saligny), Philippe de Lugny, héritera d'Igé, et portera le fief aux Mongiron (par son mariage avec Guillaume de Maugiron, écuyer, panetier du roi, issu d'une famille dauphinoise).
- 1654 : Jean-Baptiste-Gaston de Maugiron, dernier représentant de cette famille, réalise des travaux visant à recouvrir le corps de logis et les tours.
- 1659 : le précédent vend le château à Louis Droyn.
- Fin du XVIIe siècle : c'est une demeure à demi ruinée qu'acquiert Louis de La Bletonnière, avocat au Parlement.
- 1789 : poussés à bout par leur seigneur, François Charles Albert de La Bletonnière (qui, suivant l'exemple d'Abel de La Bletonnière, son père, refusait l'usage de l'unique fontaine convenable du village), les habitants d'Igé, menés par le brandevinier Claude Pain (pendu à Mâcon le 14 septembre 1789), l'ex-syndic Jean Blanchard et l'ancien garde Antoine Protat, et aidés par les villageois d'Azé, saccagent et pillent le château (François Charles Albert de La Bletonnière est contraint de se réfugier dans les bois) ; c'est le début d'une jacquerie, dite la Grande Peur en Mâconnais.
- 1860 : après le dernier descendant du précédent à posséder le château, celui-ci est divisé en lots et vendu à deux acquéreurs différents ; les douves sont comblées, les bâtiments abaissés et les allées d'arbres abattues.
- 1972 : restauration et transformation du chateau en hotel de charme par Henri Jadot.
- 1990 : exploitation par  Françoise Lieury Faucon, qui poursuit la restauration et l'embellissement du Château.
- Janvier 2000 : Françoise Lieury Faucon est propriétaire du Château d'Igé.  Elle acquiert en janvier 2001 les communs du château et les terrains jouxtant le château,  afin de reconstituer son ensemble.  Une importante restauration  est alors réalisée.
- Juin 2014, la Famille Faivre est propriétaire du Château d'Igé,  puis le vend à Georges Blanc.
- De nos jours : après avoir été rénové dans son intégralité lors de sa reprise par le groupe Georges Blanc, le château offre le charme d’un cadre médiéval doté de tout le confort moderne, agrémenté d'un parc de quatre hectares ensauvagé, avec source, roseraie, ruisseau, petit pont, verger et arbres centenaires conviant à la promenade.Malheureusement fermé depuis 2023 alors qu’il appartient toujours au groupe Georges Blanc.

## Images

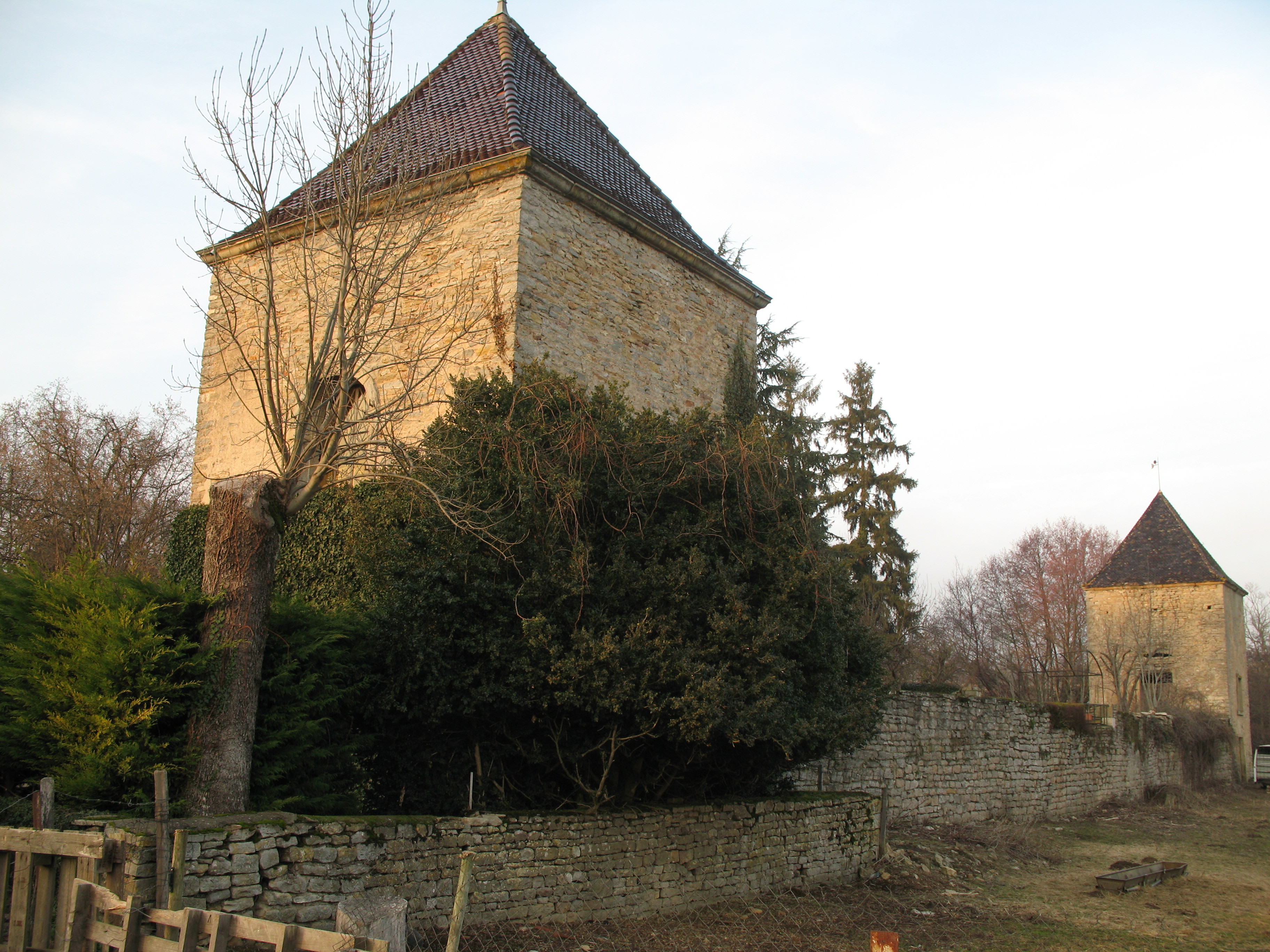
L'enceinte extérieure du château d'Igé.
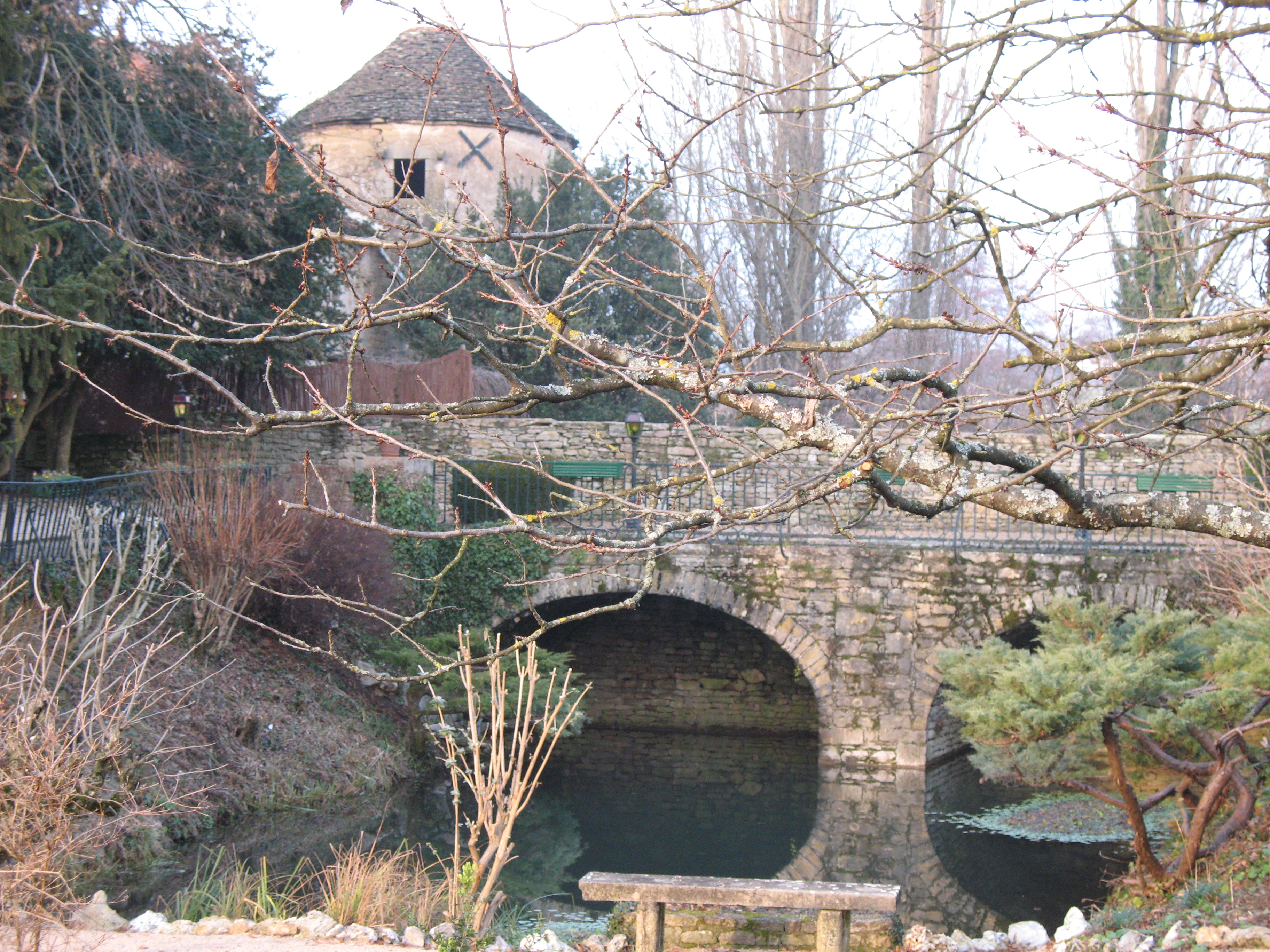
Le fossé du château d'Igé.